# Хоумер, Том
То́мас Пе́рси Хо́умер (англ. Thomas Percy Homer; апрель 1886, Уинсон Грин, Уорикшир — неизвестно), более известный как Том Хо́умер — английский футболист, выступавший на позиции нападающего.

## Футбольная карьера
Играл за клубы «Сохо Каледонианс», «Эрдингтон», «Астон Вилла», «Стаурбридж» и «Киддерминстер Харриерс». В октябре 1909 года перешёл в «Манчестер Юнайтед». 30 октября 1909 года дебютировал за «Юнайтед» в матче против «Арсенала». 6 ноября того же года отметился дублем в ворота «Болтон Уондерерс». Провёл в клубе три сезона, став чемпионом Англии в сезоне 1910/11. В общей сложности сыграл за клуб 25 матчей и забил 14 голов.

## Достижения

### Командные

#### Манчестер Юнайтед
- Чемпион Первого дивизиона: 1910/11